# Rasac
Rasac  (en quechua rachak: sapo)  es una montaña en la cordillera Huayhuash en el centro oeste de Perú, parte de los Andes. Tiene una elevación  de 6017 metros (19 741 pies), aunque otras fuentes citan una altura de 6040 metros (19 816 pies) Rasac es una montaña larga y relativamente grande en el borde occidental de la cordillera de Huayhuash. Aunque es una montaña de 6,000 metros, el amplio perfil de Rasac es eclipsado por Yerupajá. 

## Geología
Como el resto de Huayhuash, Rasac está hecho principalmente de piedra caliza, intercalada con arenisca y lutita . Estos sedimentos se depositaron originalmente en el fondo del océano y se empujaron hacia arriba y se doblaron debido a que la convergencia comenzó hace unos 90 millones de años cuando la placa oceánica de Nazca comenzó a deslizarse debajo de la placa continental de América del Sur. La piedra caliza tiene una textura gruesa y aguda y es de color gris claro a oscuro (aunque a veces puede aparecer un ligero tinte azulado). Fósiles marinos ( bivalvos y amonitas ) se pueden encontrar dentro de algunos de los lechos de piedra caliza. Cierta actividad volcánica también ha influido en la geología de Huayhuash. 

## Alpinismo
Se considera que Rasac es el pico más fácil de 6,000 metros en el rango de la Cordillera de Huayhuash, pero sigue siendo una subida desafiante. La cara oeste está dividida por una serie de contrafuertes, la mayoría de los cuales tienen rutas en el rango D según el Sistema Internacional de Adjetivos Francés . El contrafuerte derecho aún no está subido. La cara este es casi todo roca, la mayor parte de la cual parece estar en condiciones de no ser escalada. Supuestamente hay una ruta de nieve de dificultad moderada (considerada como la ruta normal y clasificada alrededor de AD) en un barranco en esta cara que parecía en el verano de 2007 estar totalmente fuera de condición. 
Incluso si Rasac es en general el pico más escalado del rango de Huayhuash, sigue siendo una montaña escalada muy raramente (menos de una escalada por año). La montaña se encuentra en un entorno remoto y salvaje. Las expediciones que deseen escalar en esta área deben ser totalmente autosuficientes en caso de accidente o emergencia. 
Una travesía de la montaña comienza con cinco pasos de roca en la cara este para ganar la cresta sur, una larga y aireada cresta de nieve y hielo hasta la cumbre, seguida de descender la cresta norte y descender por la cara NE de nieve, roca y hielo mezclados.  